# Milo Harbich
Milo Harbich, geboren als Emilio Harbich (* 12. August 1900 in Porto Alegre, Brasilien; † 13. September 1988 in Nova Petrópolis, Bundesland Rio Grande do Sul, Brasilien) war ein deutscher Filmeditor und Filmregisseur.

## Leben
Der Sohn des österreichischen Brasilien-Einwanderers Friedrich Harbich und seiner Frau Philomena kam 1904 mit seinen Eltern nach Dresden. Er arbeitete hier als Angestellter der Kunsthandlung Richter und nahm Schauspielunterricht bei Erich Ponto. Als Schauspieler trat er an den Stadttheatern von Hirschberg und Hanau auf. Zwischen 1922 und 1927 war er mit der deutschen Schauspielerin Flory Jacobi verheiratet.
Bei Adolf Mahnke erhielt er am Staatstheater eine Ausbildung zum Bühnenmaler, 1929 zeigte er seine Bilder auf der Dresdner Kunstausstellung. Für das Dresdner Hygienemuseum drehte er kurze Lehrfilme. 1930 wurde er als Volontär bei Joe May von Erich Schmidt zum Schnittmeister ausgebildet. Bald darauf assistierte er Schmidt bei einigen Filmen Mays.
Ab 1933 bearbeitete er als Schnittmeister mehrere UFA-Filme, darunter auch den Propagandafilm Hitlerjunge Quex. Gleichzeitig stand er mehreren Regisseuren wie Hans Steinhoff und Detlef Sierck als Regieassistent zur Seite. 1938 wurde er Leiter der Schnitt-Klasse der Filmakademie Berlin.
Nach zwei Kurzspielfilmen konnte Harbich 1940 mit dem Krimi Kriminalkommissar Eyck mit Paul Klinger erstmals bei einem Langfilm selbst die Regie übernehmen, dem bald darauf die Verwechslungs- und Liebeskomödie Wie konntest Du, Veronika! folgte.
Bei Kriegsende wurde Harbich von der DEFA übernommen. Für sie drehte er 1946 den dokumentarischen Spielfilm Freies Land zum Thema Bodenreform. Er wurde künstlerischer Leiter der DEFA-Kulturfilmproduktion Brandenburg und inszenierte noch einige Kurzspielfilme.
1947 ging er nach Brasilien und arbeitete dort zunächst als Vertreter einer Papierfirma. Er konnte noch einen Film inszenieren und übernahm bei anderen den Schnitt. Zugleich arbeitete er als Bühnenbildner an den Kammerspielen in Rio de Janeiro. 1957 erschien sein Kinderbuch A história dos cogumelos.

## Filmografie
- 1933: Was wissen denn Männer (Schnitt)
- 1933: Liebe muß verstanden sein (Schnitt)
- 1933: Hitlerjunge Quex (Schnitt)
- 1933: Heut’ kommt’s drauf an
- 1933: Inge und die Millionen (Schnitt)
- 1934: Einmal eine große Dame sein (Schnitt)
- 1934: Freut Euch des Lebens (Schnitt)
- 1934: Ein Mann will nach Deutschland (Schnitt)
- 1935: Der Zigeunerbaron (Schnitt)
- 1935: Einer zuviel an Bord (Schnitt)
- 1935: Der höhere Befehl (Schnitt)
- 1936: Schlußakkord (Schnitt)
- 1937: Menschen ohne Vaterland (Schnitt)
- 1937: Zu neuen Ufern (Schnitt)
- 1937: Meine Freundin Barbara (Schnitt)
- 1938: Nordlicht / Rivalen im Nordmeer (Schnitt)
- 1938: Kleiner Mann – ganz groß! (Schnitt)
- 1939: Mann für Mann (Schnitt)
- 1939: Hallo Janine (Schnitt)
- 1939: Barbara, wo bist Du? (Kurzspielfilm; Regie)
- 1939: Tee zu zweien (Kurzspielfilm; Regie)
- 1940: Kriminalkommissar Eyck (Regie)
- 1940: Wie konntest Du, Veronika! (Regie)
- 1941: Der Weg ins Freie (Regieassistenz)
- 1943: Münchhausen (Schnitt)
- 1944: Die Zaubergeige (Schnitt)
- 1945: Der stumme Gast (Schnitt)
- 1946: Familie Buchholz von heute (Kurzfilm; Regie)
- 1946: Freies Land (Regie, Co-Drehbuch)
- 1948: Achtung, Gefahr! (Regie, Drehbuch)
- 1950: Não É Nada Disso (Darsteller)
- 1952: Frau des Teufels (Mulher do Diabo; Regie)
- 1952: Noivas do Mal (Schnitt)
- 1952: Pecadora Inmaculada (Schnitt)
- 1955: Almas em Conflito (Schnitt)
- 1958: Nobreza Gaucha (Schnitt)
- 1962: Terra da Perdição (Schnitt)